# Müpa
A Müpa (más nyelveken: Müpa Budapest, korábbi nevén: Művészetek Palotája) Budapest legfiatalabb, a 21. század eleji igényeknek maradéktalanul megfelelő, többfunkciós kulturális létesítménye. Jellemzője, hogy egyszerre három különböző művészeti ág: a zene-, a vizuális és a színházművészet művelőinek és kedvelőinek ad állandó otthont, a legmagasabb színvonalon. Kiállítóhelyei, hangversenyterme, színházterme egymástól függetlenül működnek, önállóan alakíthatják programjaikat.

## Az épület fekvése, építése
A palota az 1883–1992 között üzemelt Dunapart teherpályaudvar helyén, a Rákóczi híd mellett épült, a Nemzeti Színház és a híd felhajtója között. A 10 000 m²-t (1 hektár) meghaladó alapterületű kulturális komplexum három év alatt készült el, 2005. március 14-én nyitották meg a közönség számára. Teljes területe 64 000 m².
Az épület külső megjelenését az egyszerű vonalvezetés, a díszítőelemek szinte teljes hiánya és a hatalmas, egybefüggő üvegfelületek jellemzik. Belső terei tágasak, jól áttekinthetők; a funkciónak megfelelő igényes tervezéssel, természetes anyagok felhasználásával készültek.
A tervezés a Zoboki, Demeter és Társaik Építésziroda munkája; felelős tervező: Zoboki Gábor vezető tervező.

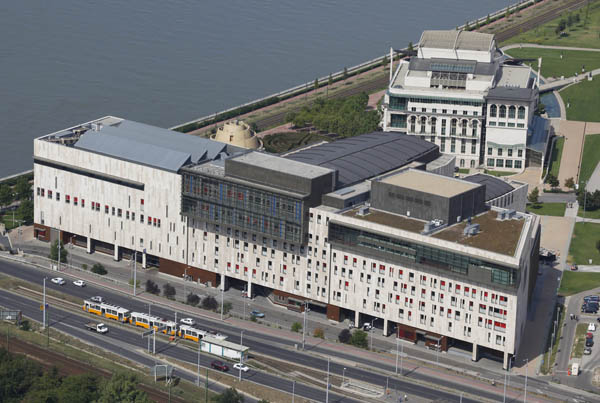
Müpa – légi fotó

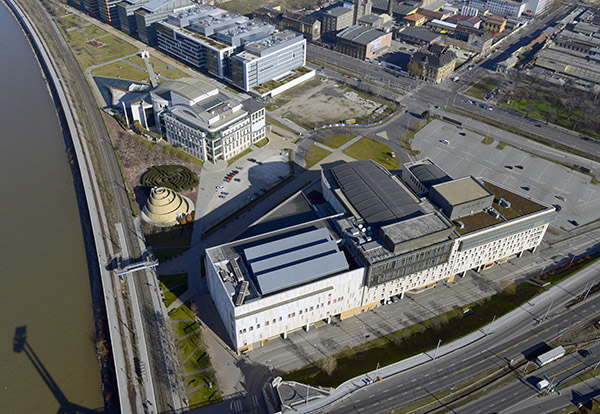
A Müpa légi felvételen

## Az épület egységei, működése
A létesítmény három fő egységből áll. Központi része a Bartók Béla Nemzeti Hangversenyterem, keleti oldalán a Fesztivál Színház helyiségei, a Duna felőli nyugati oldalán a Ludwig Múzeum kiállító- és előadótermei nyertek elhelyezést.
A három nagy részegység közös, impozáns, magasra nyúló előcsarnokából az üvegfalak révén állandó kilátás nyílik a külvilágra és a szomszédos Nemzeti Színházra. A létesítmény sokrétű használatát számos többfunkciós helyiség is segíti.
A Müpa állandó lakói: a Nemzeti Filharmonikus Zenekar, Énekkar és Kottatár, a Ludwig Múzeum és a Nemzeti Táncszínház.
- A Bartók Béla Nemzeti Hangversenyterem építészeti szempontból is a Palota meghatározó egysége. Férőhelyeinek száma: 1563 ülő- és 136 állóhely, és kialakítható további 190 pódiumülés. A hangversenytermet akusztikai adottságok tekintetében Európa legjobb koncerttermei között tartják számon. Világszínvonalú akusztikai berendezéseit a Russell Johnson vezette élvonalbeli amerikai akusztikus-cég tervezte. A minőségi hangzás elérését korszerű színpadtechnikai- és kommunikációs rendszer segíti. A Bartók Béla Nemzeti Hangversenyterem ad otthont a nagy múltú Nemzeti Filharmonikus Zenekar, Énekkar és Kottatárnak. A zenekar mellett folyamatos fellépési lehetőséget kapnak a hazai és a külföldi zenei élet más kiválóságai is. A koncertterem orgonája 2006-ban készült el, a Pécsi Orgonaépítő Kft. és a német Mühleisen cégek közös munkája. Az avatóhangversenyen Baróti István, Elekes Zsuzsa és Fassang László mellett fellépett Magyarország legismertebb, műfajteremtő orgonaművésze, Varnus Xavér is, aki Hidas Frigyes erre az alkalomra írott Orgonaversenyét adta elő a Danubia Szimfonikus Zenekar közreműködésével, Lukács Ervin vezényletével. Az új orgona legelső hanglemezfelvételét a Sony-BMG készítette Varnus Xavérral 2007 februárjában, és ez a CD lett az orgonatörténelem első négyszeres platinalemeze. Lásd még: A Nemzeti Hangversenyterem orgonája
- A Fesztivál Színház a komplexum keleti szárnyát foglalja el. Területe 14 400 m², színpadának területe 750 m². Férőhelyeinek száma: 452 ülőhely. Méreteivel és műszaki adottságaival az élvonalba tartozó színházterem, mely a Nemzeti Táncszínháznak ad állandó otthont.
- A Ludwig Kortárs Művészeti Múzeumot a Palota Dunára néző oldalán helyezték el, területe 12 700 m². Első emeletén az ideiglenes kiállítások helye, az előadó- és a rendezvényterem kapott helyet. A harmadik emelet világos helyiségei az állandó kiállításnak adnak otthont. A modern vizuális művészetek változó igényeinek megfelelően a kiállító-helyiségek tere is változtatható. A múzeum látogatóit interaktív bemutató termek, médiasarok, könyvtár és gyerekfoglalkoztató is segíti.

A komplexum termeiben a kulturális élet más szereplői és külföldi művészek is bemutatkozási lehetőséget kapnak. Meghívásuk, szerződtetésük, a különböző egységek programjainak összehangolása és a ház működtetése a Nemzeti Kulturális Örökség Minisztériuma által létrehozott gazdasági társaság feladata.
A Müpa 2006-ban elnyerte az építész szakma legrangosabb nemzetközi elismerését, a FIABCI (Nemzetközi Ingatlanszakmai Szövetség) Prix d’Excellence-díját, a nagyközönséget kiszolgáló épületek különleges kategóriájában.
Az épület előcsarnokában kiállított díjon ez olvasható: „A Művészetek Palotája a világ legjobb kulturális létesítménye”.

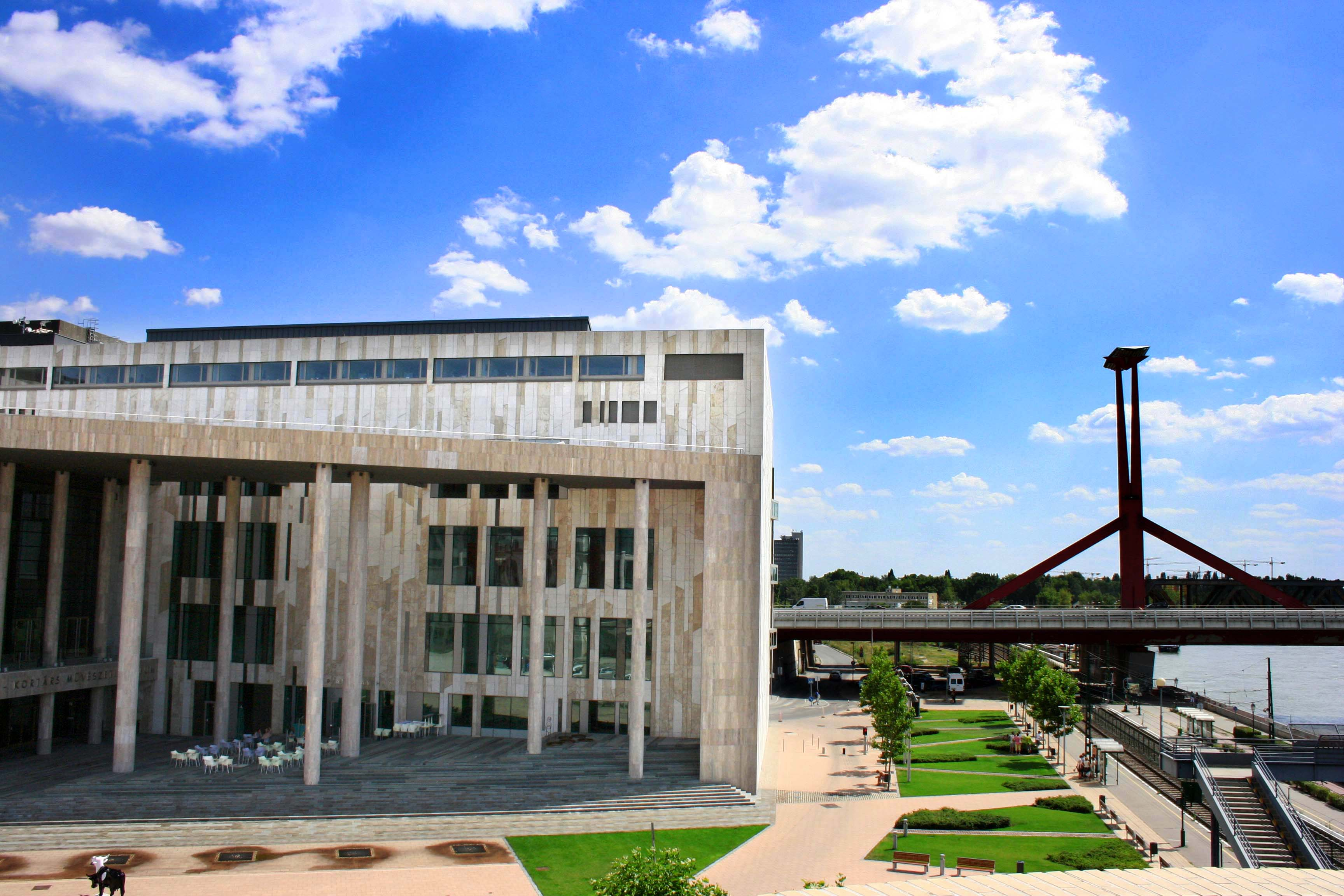
Balra a Müpában helyet foglaló Ludwig Múzeum előtere és bejárata, háttérben a Rákóczi híd

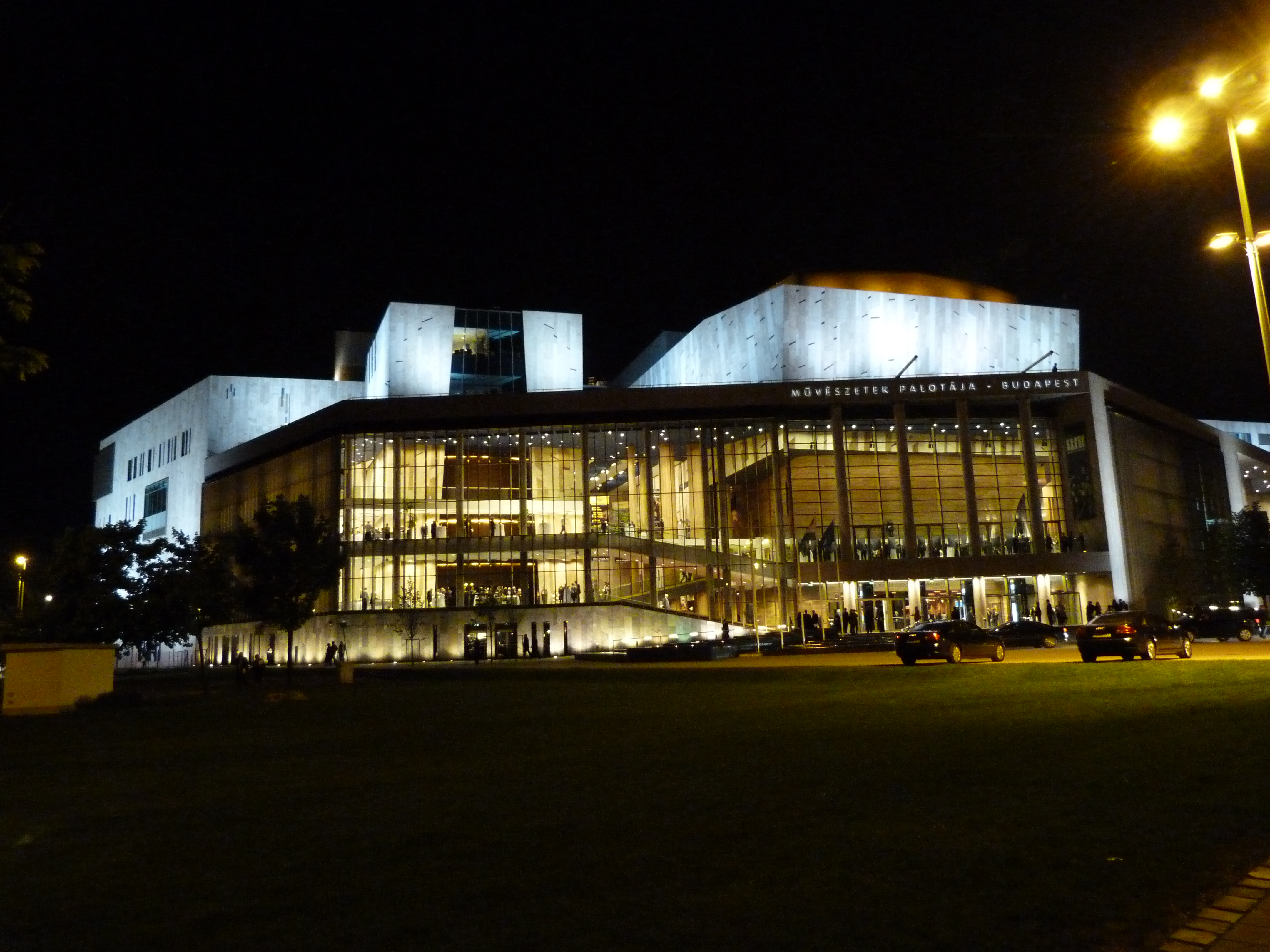
A Müpa (2011)

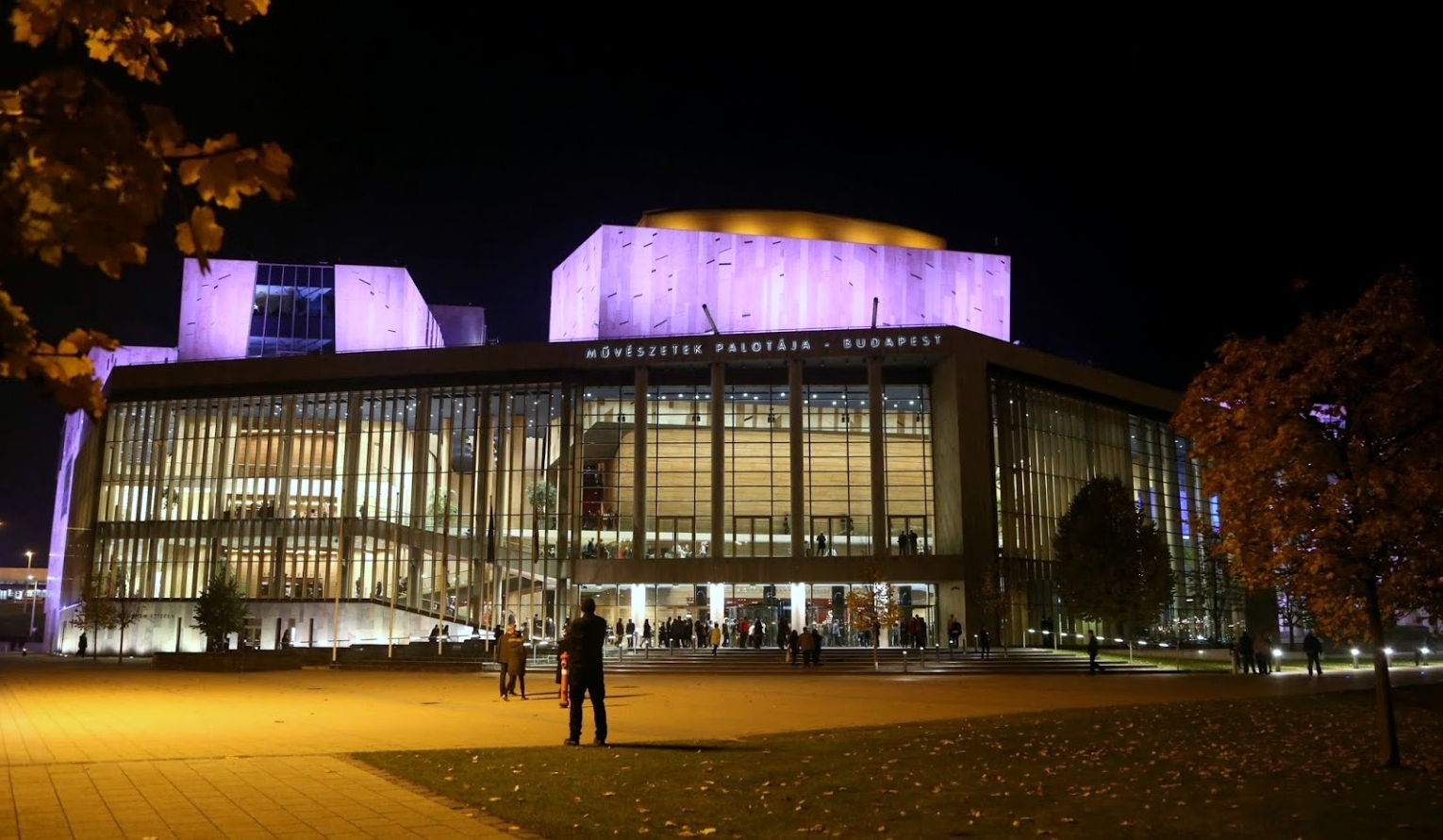
Müpa (2014)

## Költségei
Az épület – Magyarországon és a közép-európai régióban korábban ismeretlen módon – az úgynevezett PPP (Public-private partnership) konstrukcióban, az üzleti szféra és az állam együttműködésében készült. Az Orbán-kormány és a Demján Sándor nevéhez köthető TriGránit-csoport között 2001 decembere és 2002 márciusa között létrejött szerződés szerint az épület bekerülési költségét 31,2 milliárd forint lett volna, amelyet a magáncég megelőlegezett volna, és azt a magyar állam – egyfajta lízingként – a kamatokkal együtt 10 év alatt törlesztett volna. 2002-ben az állam 52 milliárd forint felső határig kezességet vállalt a beruházásért. Ezt Hiller István minisztersége alatt 97,9 milliárd forintos kezességre és 30 éves futamidőre változtatták a 2005-ös költségvetésben, hogy mérsékeljék az egy évre jutó állami kiadásokat. „A végösszeg nem éri el a teljes kezesség összegét, csak 73,54 milliárd forintra jön majd ki” – nyilatkozta a kormányszóvivő 2005-ben.
Az Állami Számvevőszék 2007-ben megállapította, hogy már a kezdeti kormányzati előterjesztések, határozatok sem voltak megalapozottak. Nem készült például piacfelmérés, hatástanulmány, gazdaságossági és költség-összehasonlító számítás.
| A Műpa állami támogatása, folyó áron, milliárd forintban*                        | A Műpa állami támogatása, folyó áron, milliárd forintban* | A Műpa állami támogatása, folyó áron, milliárd forintban* | A Műpa állami támogatása, folyó áron, milliárd forintban* |
| -------------------------------------------------------------------------------- | --------------------------------------------------------- | --------------------------------------------------------- | --------------------------------------------------------- |
| Év                                                                               | 2005                                                      | 2006                                                      | 2007                                                      |
| - a rendezvények költségei                                                       | 2,8                                                       | 2,2                                                       | 2,4                                                       |
| - az épület fenntartási költségei - törlesztőrészletek - kivásárlási díj - rezsi | 6,2                                                       | 8,9                                                       | 8,8                                                       |
| Összesen                                                                         | 9                                                         | 11,1                                                      | 11,2                                                      |
| A minisztérium kultúra-támogatási kerete                                         |                                                           | 59,8                                                      | 54,4                                                      |

* Nemzeti Filharmonikus Zenekar, a Ludwig Múzeum és a Nemzeti Táncszínház működési támogatása nélkül

## Vezetői
Vezérigazgatók:
|  | Kiss Imre (2005–2011) |
|  | Káel Csaba (2011–)    |

## Galéria

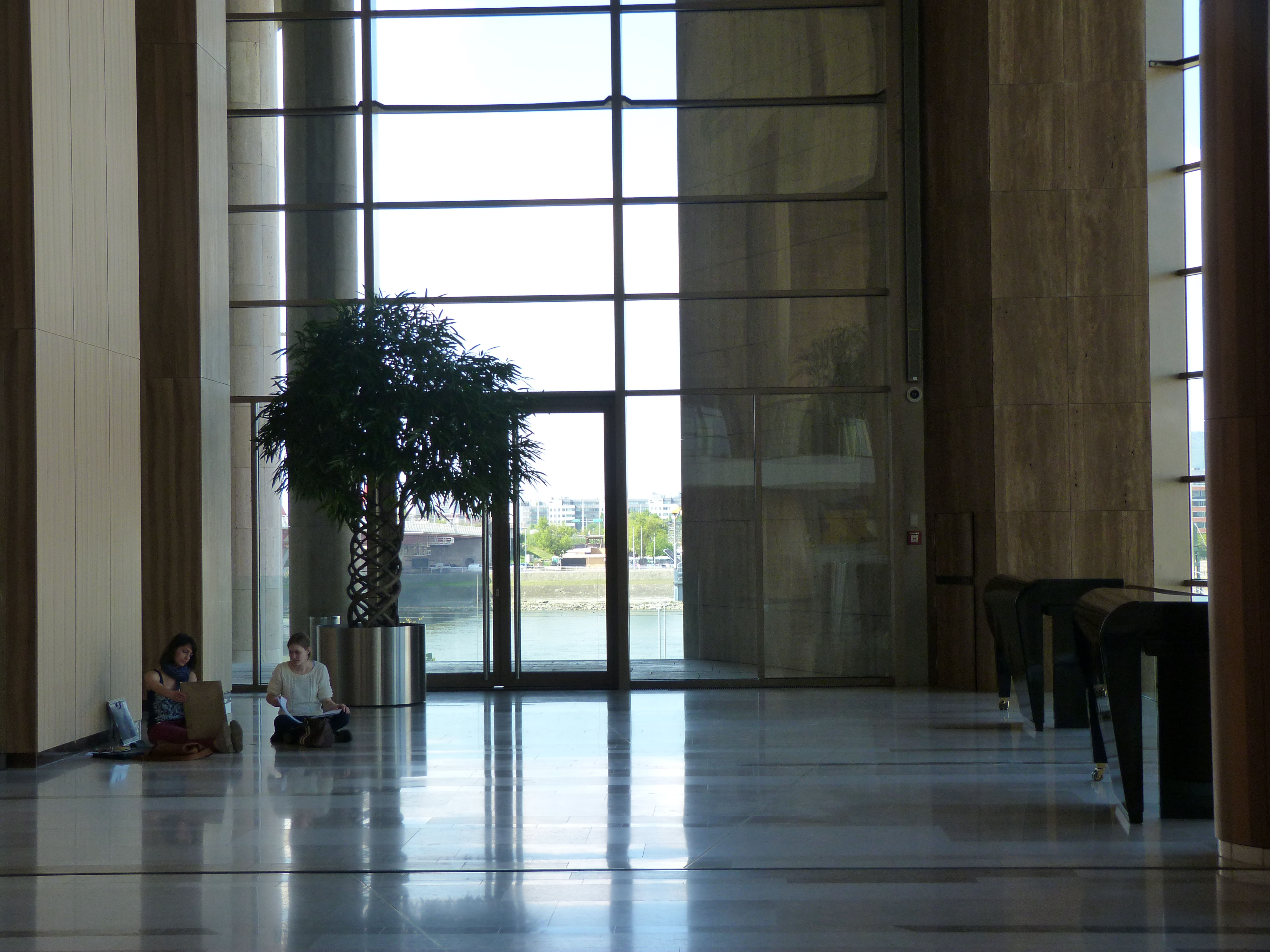
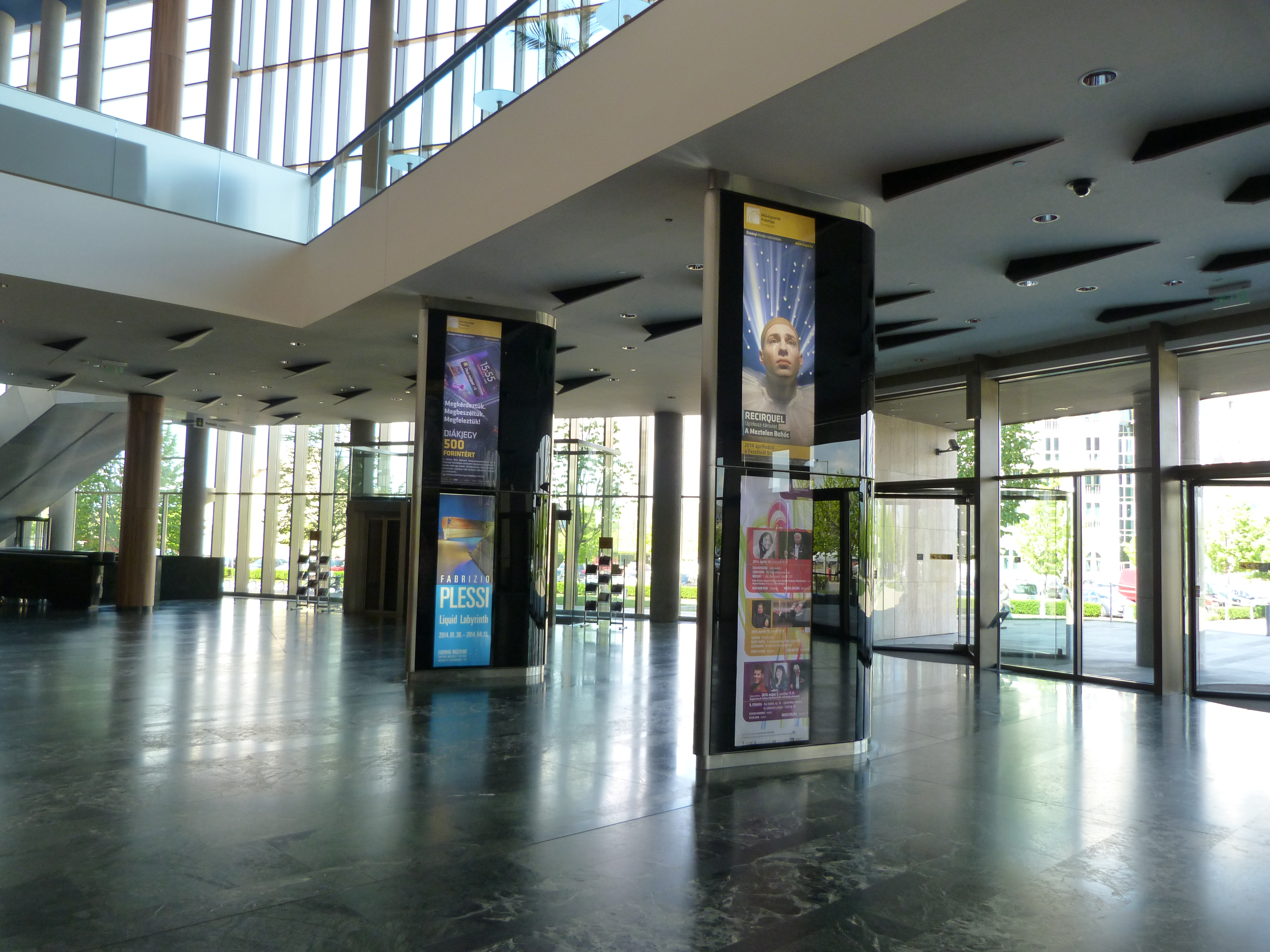
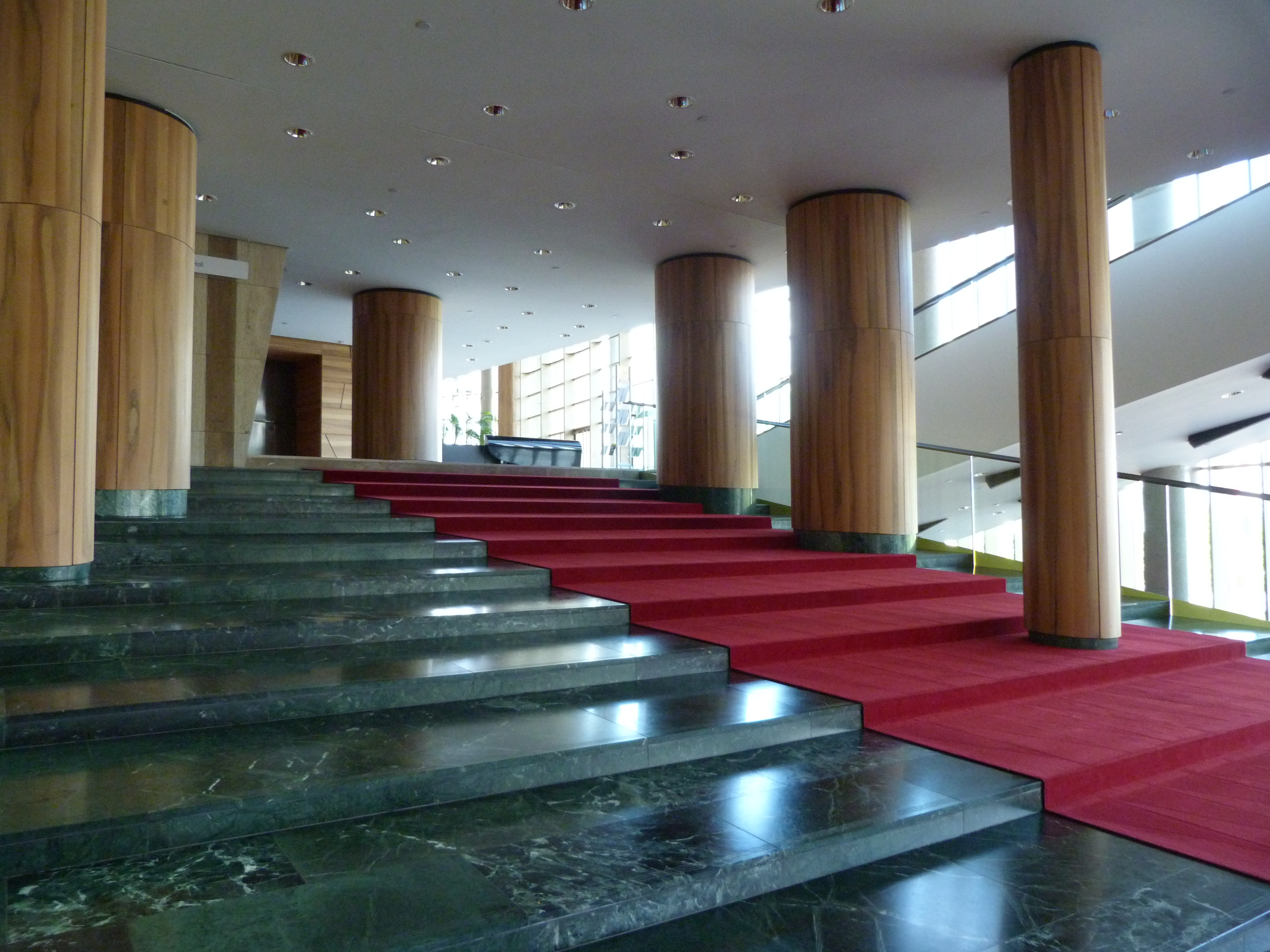
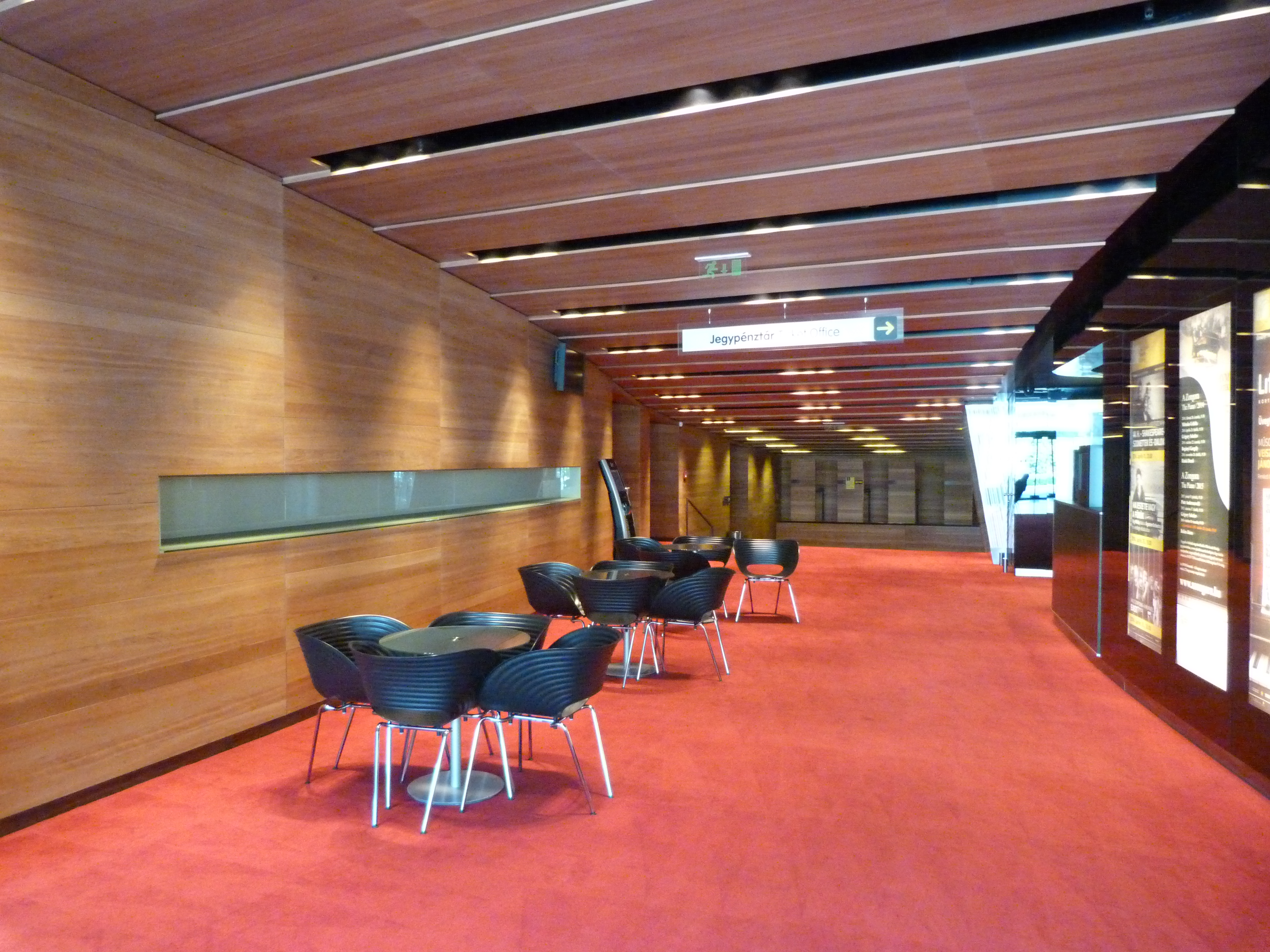
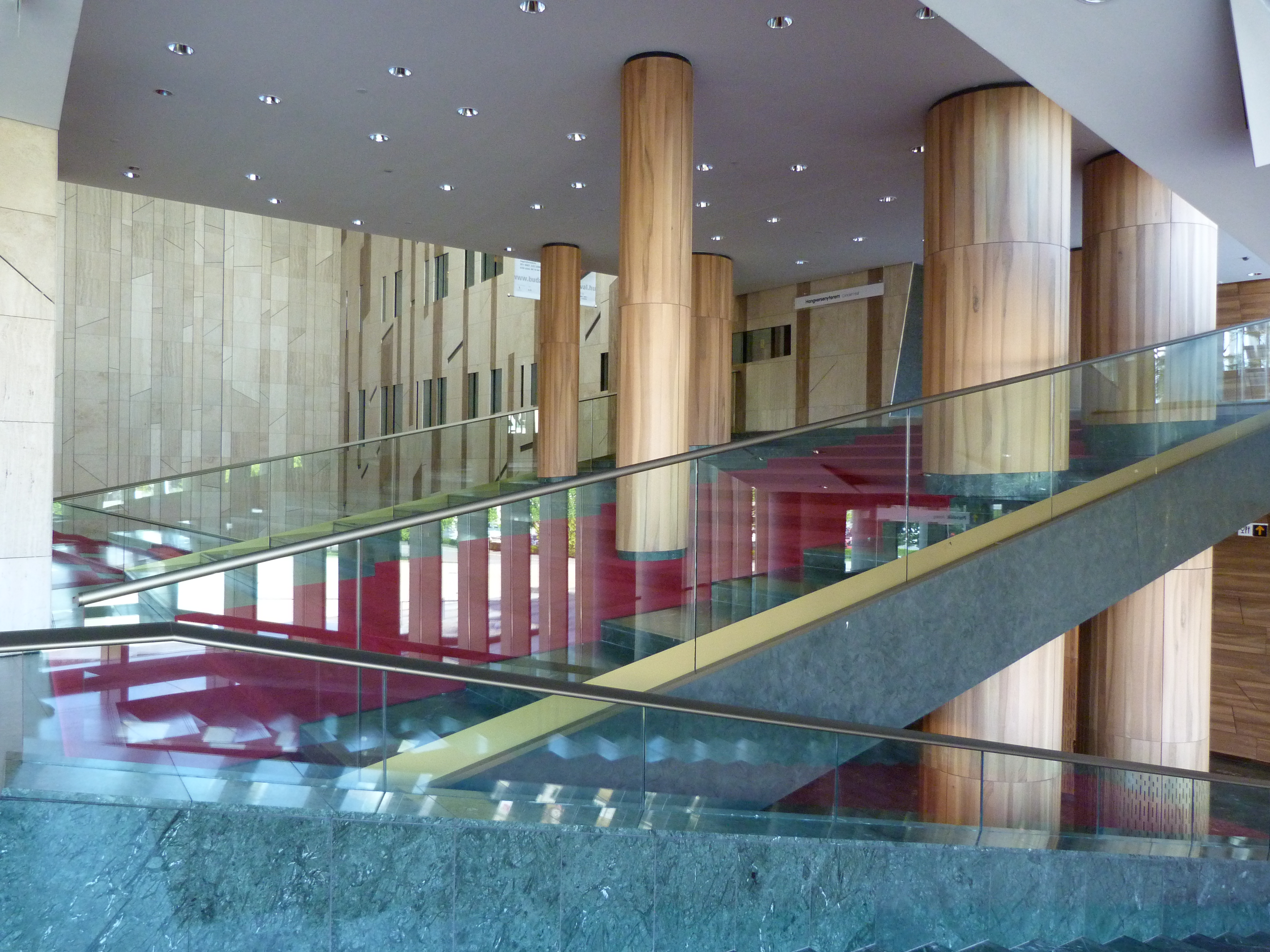
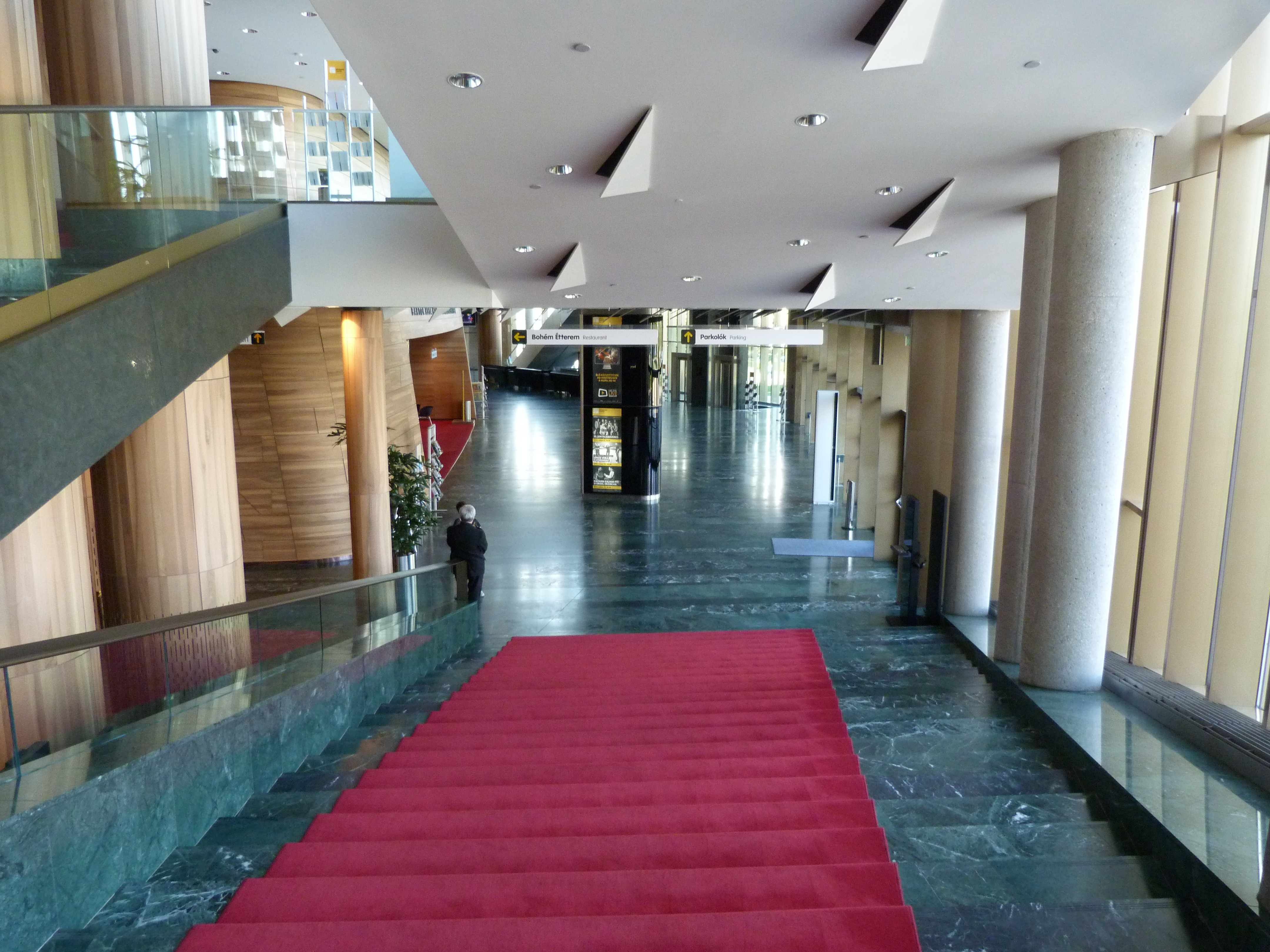
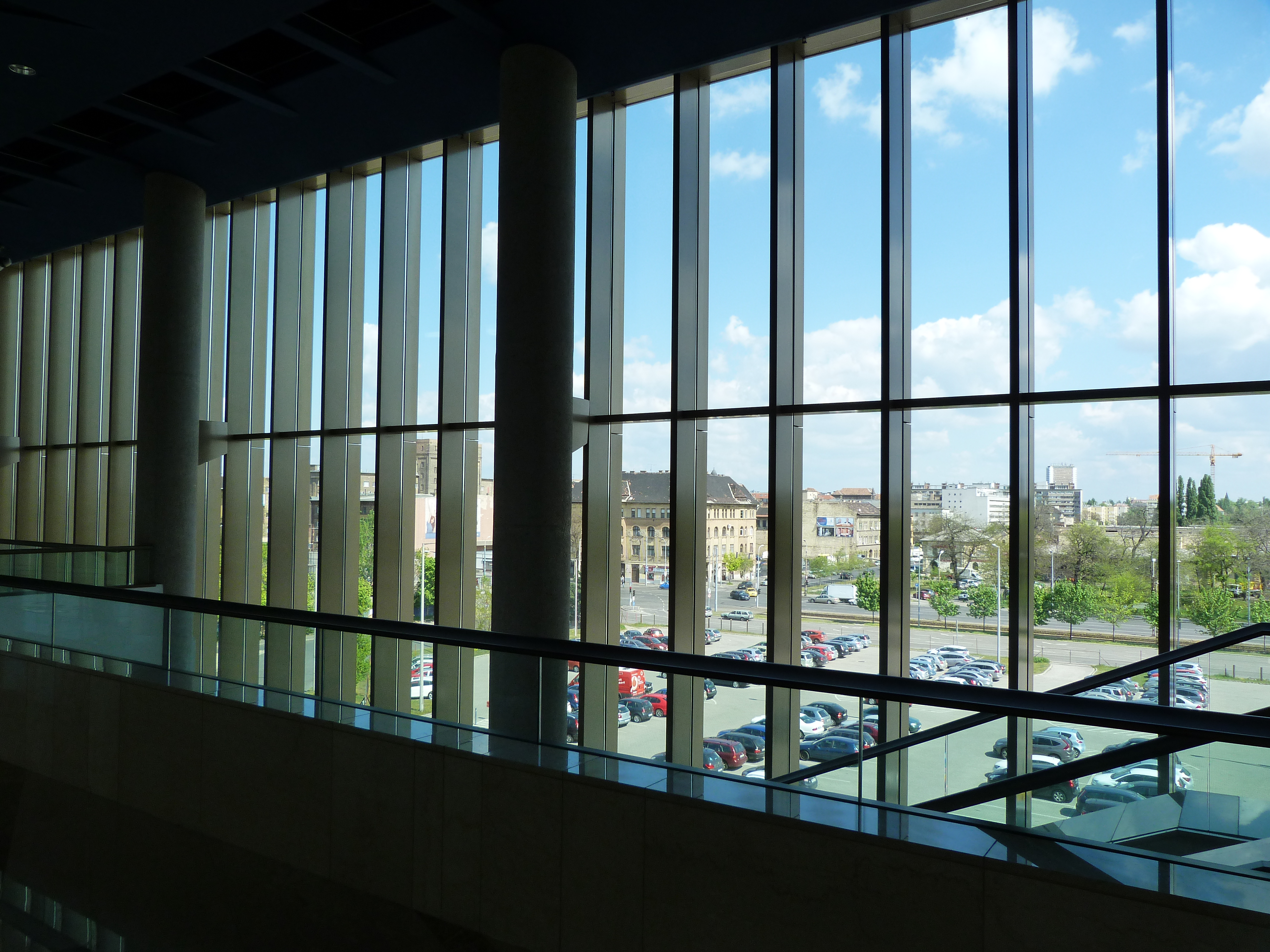
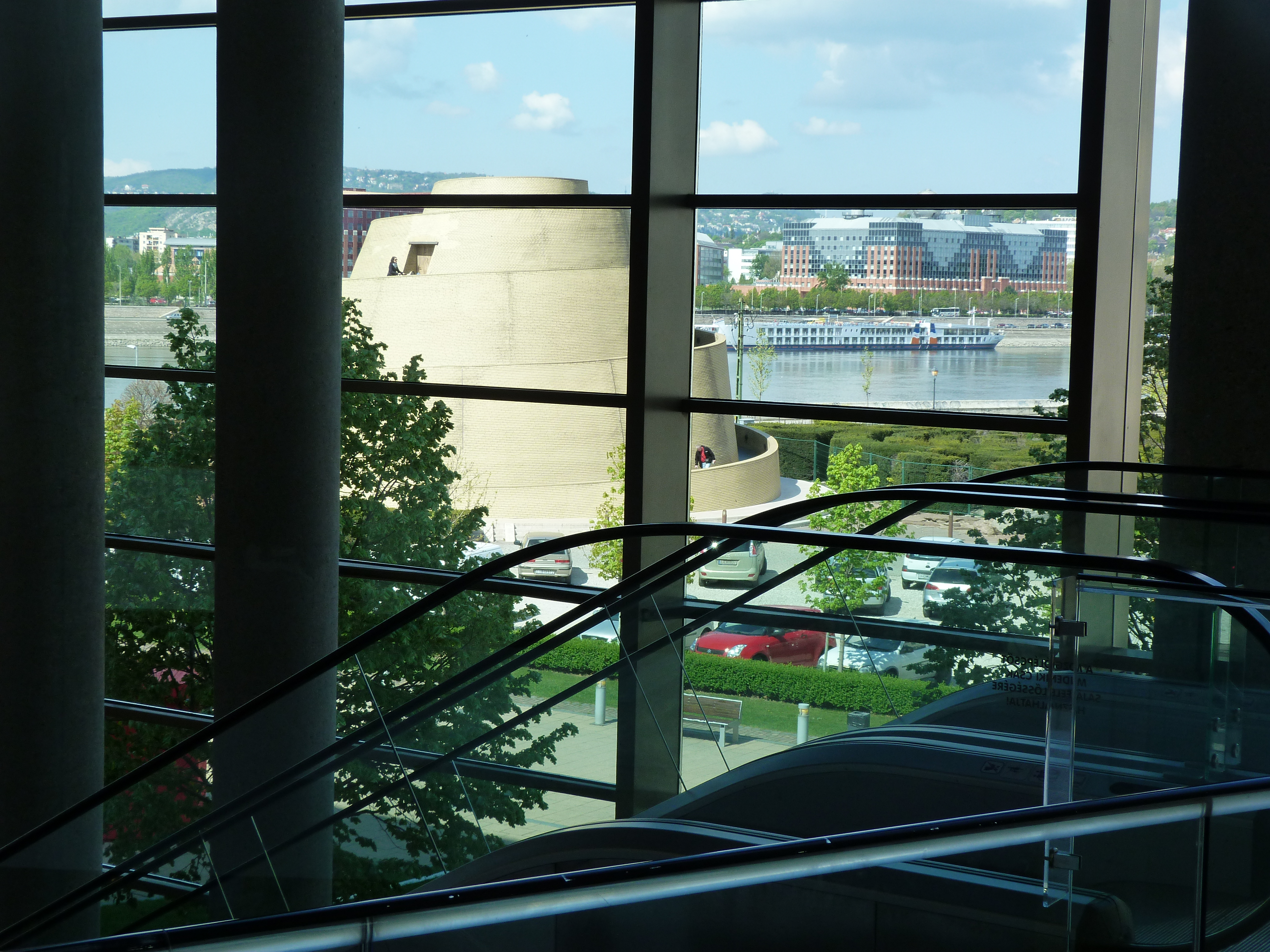
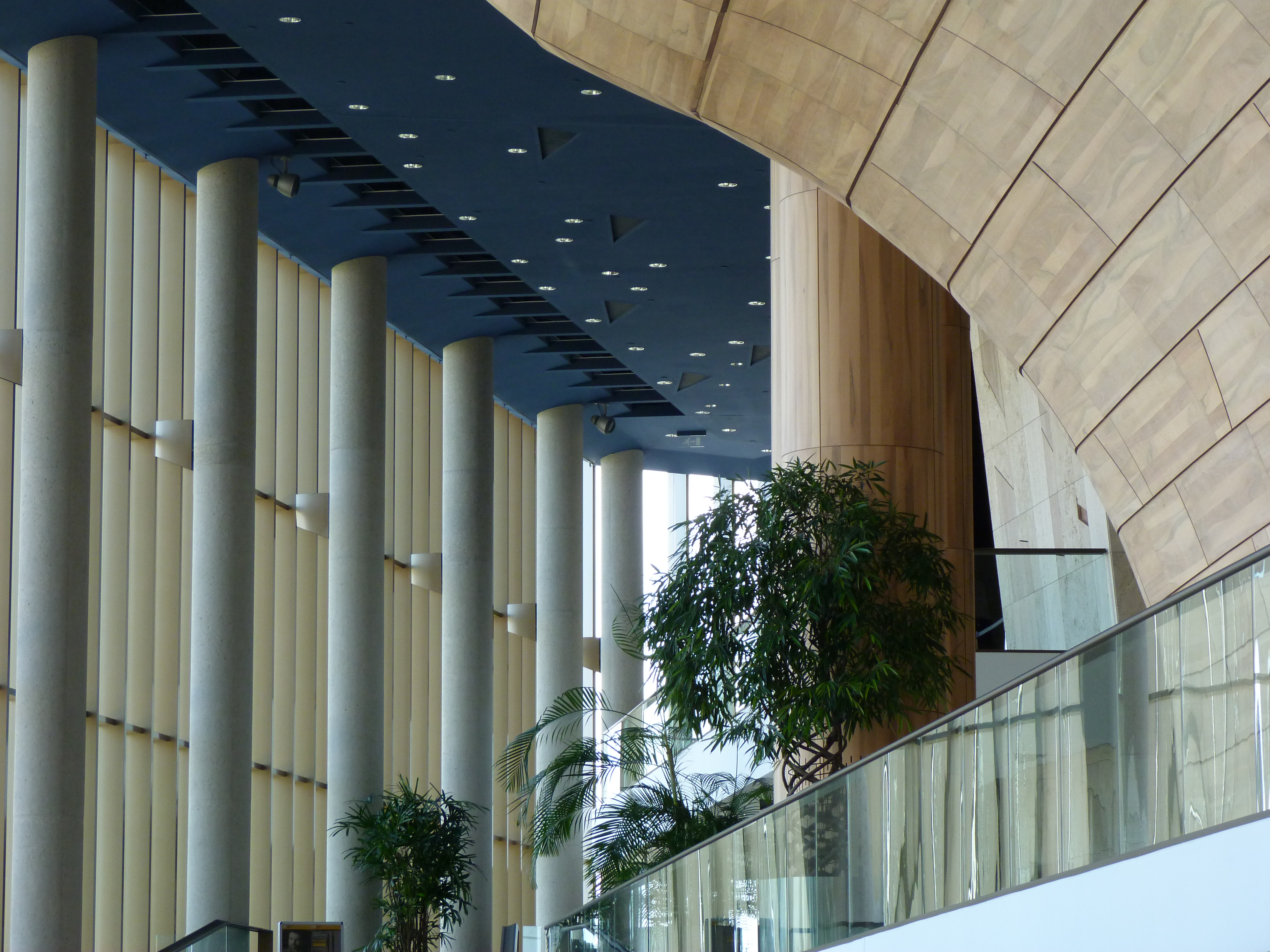
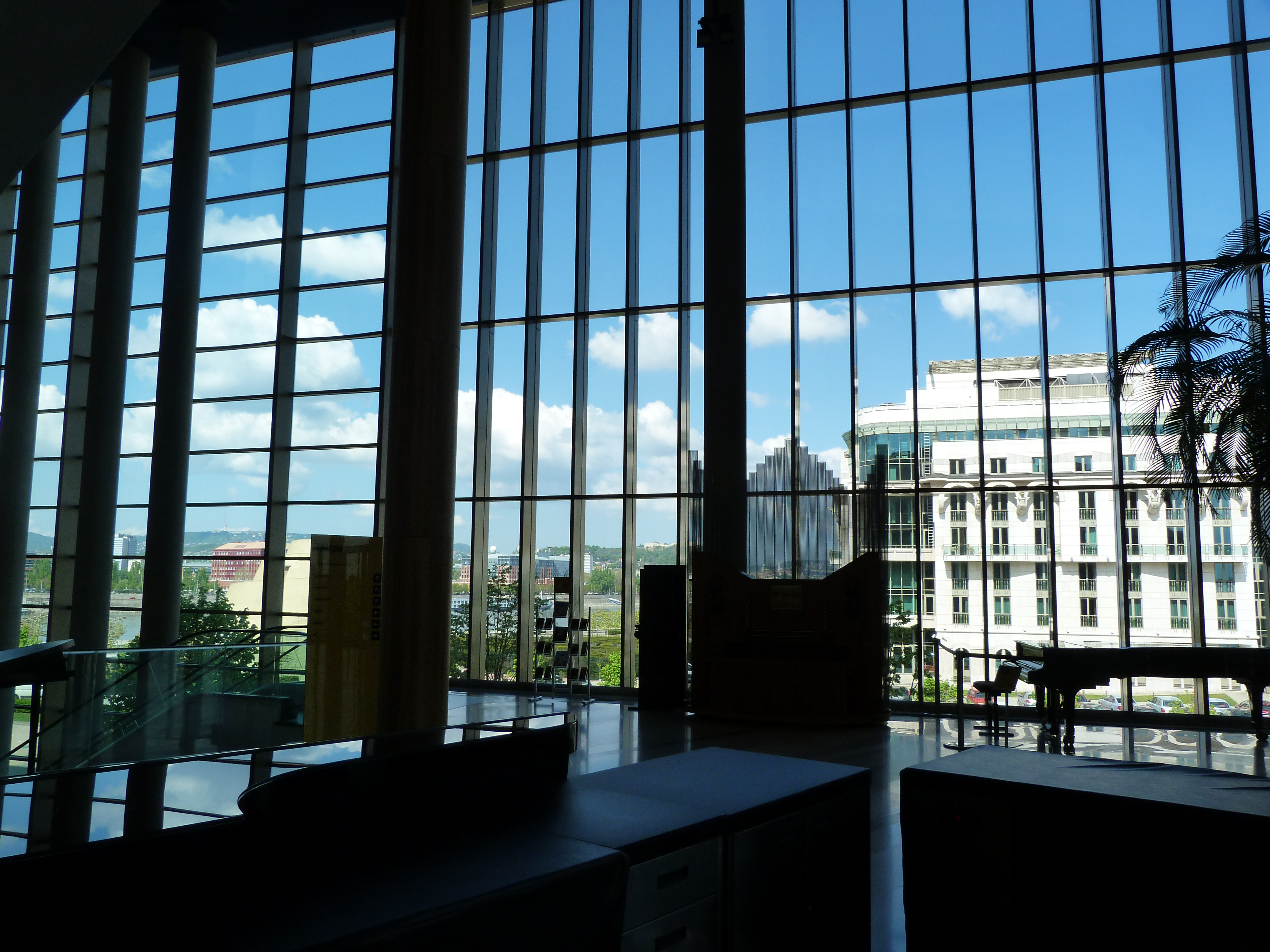
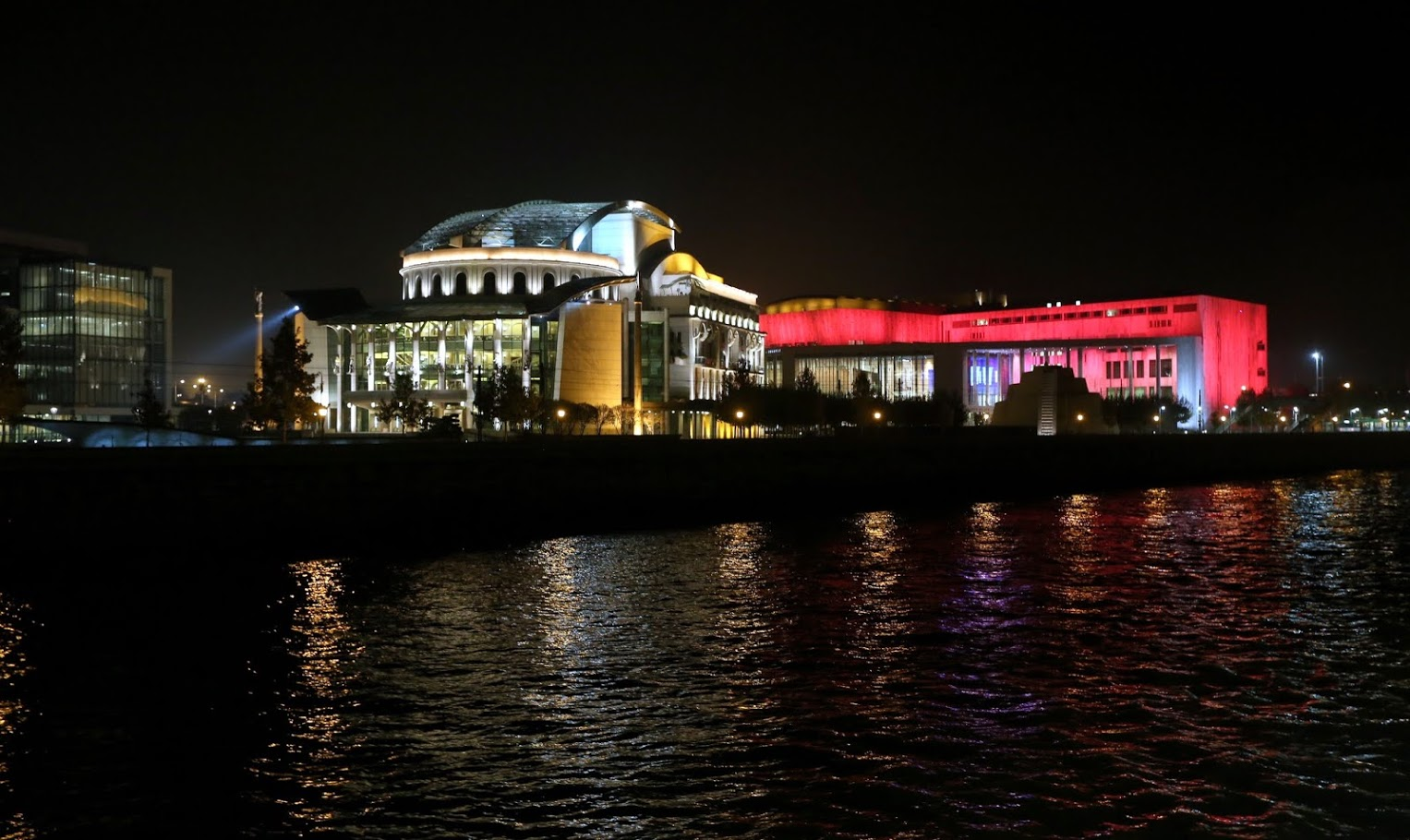
Esti díszkivilágításban a Duna felől